# Vignale (Novara)
Vignale è un quartiere di 2 329 abitanti della città di Novara, appartenente alla Circoscrizione Nord, ed è formato da due nuclei abitati distinti: l'omonima frazione e il piccolo borgo di Isarno, posto in aperta campagna, quasi al confine comunale con Caltignaga. Fino agli anni 1960 il paese era distaccato dalla città di Novara, ma non ha comunque mai costituito un comune autonomo.
Vignale è collegata al capoluogo, oltre che dagli autobus urbani, anche dalla ferrovia: la stazione ferroviaria della frazione costituisce il nodo di raccordo fra tre linee distinte provenienti rispettivamente da Arona-Oleggio, Borgomanero e Varallo Sesia-Romagnano Sesia.
Vi hanno sede importanti attività come la casa editrice De Agostini e l'istituto di istruzione superiore Giuseppe Bonfantini. Importante è anche l'agricoltura, in particolare si coltivano riso e mais.

## L'armistizio di Vignale
In data 23 marzo 1849 avvenne la disastrosa battaglia di Novara o battaglia della Bicocca, combattuta tra i soldati austriaci del maresciallo Josef Radetzky e quelli sabaudi del Regno di Sardegna, segnando così la fine della prima guerra di indipendenza e la caduta del re Carlo Alberto.
 Il giorno successivo venne firmato un armistizio a Vignale (nella Cascina Fizzotti) fra Radetzky e il nuovo re di Sardegna Vittorio Emanuele II, appena succeduto al padre Carlo Alberto, che aveva abdicato proprio in seguito alla sconfitta di Novara. L'armistizio impose il ritiro della flotta sarda dall'Adriatico e la temporanea occupazione austriaca della piazzaforte di Alessandria e del quadrilatero strategico tra la Lomellina ed il Monferrato.
L'occupazione cessò in virtù della successiva pace di Milano (6 agosto 1849), che impose tuttavia al Piemonte condizioni tali da indurre la Camera a rifiutarsi di ratificarla. Il re quindi la sciolse e indisse nuove elezioni, facendo appello direttamente all'elettorato con il proclama di Moncalieri (20 novembre 1849), affinché risultasse una maggioranza favorevole alla pace. Anche i patrioti milanesi, che l'anno prima erano insorti nelle Cinque giornate, aprendo le porte della città a Carlo Alberto, restarono delusi per l'interruzione della guerra e dovettero attendere l'ascesa al potere di Cavour per poter di nuovo sperare nell'iniziativa sabauda.

## L'eccidio di Vignale
Nell'agosto 1944 alcuni giovani novaresi rifiutarono l'arruolamento nell'esercito della Repubblica Sociale Italiana e si nascosero presso amici e parenti nelle cascine nei dintorni di Novara. Scoperti e catturati dalla squadraccia fascista di Martino che operava nella zona vennero imprigionati nel carcere della città.
Il 24 dello stesso mese a Vignale i partigiani misero a segno un'azione con cui fecero saltare sia il ponte stradale che quello ferroviario, costruiti sul Canale Cavour. L'attentato non fece vittime, ma scatenò la rappresaglia fascista: il 26 agosto 1944 a Vignale vennero uccisi i tredici giovani incarcerati. Furono le donne del posto, con l'aiuto di Rina Musso e Piero Fornara, a ricomporre i corpi degli uccisi.